# Ptecticus longispinus
Ptecticus longispinus är en tvåvingeart som beskrevs av Rozkosny och Kovac 2003. Ptecticus longispinus ingår i släktet Ptecticus och familjen vapenflugor.
Artens utbredningsområde är Nepal. Inga underarter finns listade i Catalogue of Life.